# قتاد أشيب
القَتَاد الأشيب (باللاتينية: Astragalus incanus) نوع نباتي عشبي من جنس القتاد.

## البيئة والانتشار
موطنه المغرب العربي وجنوب غرب أوروبا.